# Дмитрово (Городенское сельское поселение)
Дмитрово — деревня в Конаковском районе Тверской области. Входит в состав Городенского сельского поселения.

## География
Находится в юго-восточной части Тверской области на расстоянии приблизительно 10 км на юго-запад от поселка Редкино на левом берегу речки Инюха.

## История
Известна была с 1678 года как деревня из 9 дворов. В 1859 году учтено 12 дворов, в 1900 — 25. В период коллективизации был создан колхоз «Память Ленина». Имеется Дмитриевская церковь 1914 года постройки.

## Население
Численность населения: 113 человек (1859 год), 191 (1900), 3 (русские 100 %)в 2002 году, 1 в 2010.